# Save.TV
Save.TV ist ein webbasierter Online-Dienst, der registrierten Nutzern seit September 2005 online die Funktionalität eines Videorekorders zur Verfügung stellt. Hierbei liegt die Konzentration auf deutschen Fernsehsendern. Nach einem 14-tägigen kostenlosen Testzeitraum muss sich der Nutzer für einen von drei Abotarifen entscheiden, die sich automatisch um die Laufzeit verlängern. Eine kostenfreie, eingeschränkte Variante wurde Anfang September 2010 abgeschafft. Save.TV beruft sich auf den rechtlichen Rahmen der Privatkopie. Ende März 2016 wurde das offizielle Forum stillgelegt, seitdem haben mehrere Mitglieder ein neues Forum aufgebaut. Ende April 2020 war Save.TV zeitweilig wegen eines Hackerangriffs offline.

## Aufzeichnung
Nach der Registrierung kann der Benutzer Sendungen aus einer Vielzahl an TV-Sendern auswählen, die er aufnehmen möchte. Die Auswahl erfolgt über ein redaktionell betreutes elektronisches Fernsehprogramm oder per Suche. Ebenso kann sich der User darüber informieren, welche Sendungen derzeit am meisten von anderen Benutzern aufgezeichnet werden, und er kann beispielsweise alle Folgen einer Serie mit einem einzigen Klick zur Aufnahme programmieren. Voraussetzung dafür ist noch vorhandener Speicherplatz im privaten Aufnahmebereich. Die Aufnahmekapazität beträgt im Basistarif 50 Stunden, im XL Tarif ist sie unbegrenzt. Alle Aufnahmen werden tarifunabhängig nach 30 Tagen automatisch gelöscht. Aufnahmen können bis zu vier Wochen im Voraus programmiert werden. Im elektronischen Fernsehprogramm kann das Programm der nächsten und vorherigen vier Wochen betrachtet werden.
Eine Programmierung der Aufnahmen und ein Abruf des Videoarchivs ist für registrierte Benutzer auch über Apps für Windows-, Android-, iOS- und Kindle-Geräte möglich. Es gibt zudem seit vielen Jahren eine einfache Aufnahme-Schnittstelle aus TVgenial.
Nach dem zweiwöchigen Testzeitraum wird der Dienst kostenpflichtig. Der Benutzer kann zwischen einem Basis-Tarif und einem XL-Tarif wählen, die jeweils mit 3-, 6- und 12-monatiger Laufzeit angeboten werden. Der XL-Tarif wird auch mit 24-monatiger Laufzeit angeboten. Daneben wird auch ein XXL-Tarif angeboten, welcher einen erweiterten Funktionsumfang bietet. Die Kosten betragen zwischen 7 € und 16,50 € pro Monat.
Die über Satellitenfernsehen aufgezeichneten Sendungen können direkt von den Servern heruntergeladen oder gestreamt werden. Die rechtliche Situation des Dienstes ist unklar.
In den Basispaketen werden die Aufnahmen im AVI-Format mit der folgenden Qualität bis Sommer 2016 zur Verfügung gestellt: Auflösung: 720 × 576 Pixel, Videobitrate: 1100 kbps (VBR), Audiobitrate: 128 kbps (VBR).
Beim XL- sowie XXL-Tarif besteht zusätzlich die Möglichkeit, Aufnahmen im MP4-Format in H.264-HQ-Qualität (Auflösung: 1024 × 576, Videobitrate: 1500 kbps, Audiobitrate: 128 kbps) oder H.264-Mobile-Qualität (Auflösung: 480 × 270, Videobitrate: 500 kbps (VBR), Audiobitrate: 128 kbps) herunterzuladen. Für dieses Format wird außerdem eine Schnittliste angeboten, welche Vor- und Nachlaufzeiten sowie Werbung vor dem Streamen bzw. Download entfernt. Seit Juni 2014 standen im XL-Tarif im Rahmen einer Betaphase auch Programme in HD-Auflösung (1280 × 720) zur Verfügung. Die Betaphase wurde am 5. Februar 2015 beendet; seither ist im Save.TV Downloadmanager und dem Nachfolger Save.TV Herbie für Windows HD als Standardformat auswählbar.
Alternativ kann mit dem kostenlosen Programm „Cutbutler“ die Werbung herausgeschnitten werden. Die Benutzer tauschen dazu Schnittlisten beispielsweise über die Datenbank „save-werbefrei.de“ aus.

## Sender
Das Programm folgender Sender kann aufgezeichnet werden:
3sat, Anixe, ARD, Arte, Bayerisches Fernsehen, ARD-alpha, Comedy Central, Deluxe Music, Disney Channel, DMAX, one, Eurosport, hr-fernsehen, kabel eins, KiKA, MDR Fernsehen, NDR Fernsehen, Nick, n-tv, Welt, phoenix, ProSieben, rbb Fernsehen, RTLZWEI, Sat.1, Sixx, Sport1, Super RTL, SWR Fernsehen, tagesschau24, Tele 5, VOX, WDR Fernsehen, ZDF, ZDFinfo, ZDFneo, TLC, N24 Doku, Sat.1 Gold, ProSieben MAXX.
Für folgende 19 Sender steht auch die Aufzeichnung im HD-Format zur Verfügung: 3sat, Anixe, arte, BR, Das Erste, one, HR, KiKA, MDR, NDR, Phoenix, RBB, Servus TV, SWR, tagesschau24, WDR, ZDF, ZDFneo, ZDFinfo.
Garantiert werden mindestens 10 Sender bei 10 gleichzeitigen Aufnahmen.
Von Ende 2007 bis April 2010 wurde RTL in der Programmübersicht zwar ausgewiesen und weiterhin beworben, war aber nicht mehr programmierbar, da RTL dies nicht gestattete. Zwischen Mitte April 2010 und Anfang August 2010 war RTL frei programmierbar, danach wurde die Aufzeichnungsmöglichkeit bis auf Weiteres erneut eingestellt.

## Rechtliches
In einem Urteil vom 22. April 2009 stellt der Bundesgerichtshof fest, dass internetbasierte Videorekorder unter bestimmten Umständen zulässig sind, wenn sichergestellt ist, dass sie nicht das Urheberrecht oder Weiterleitungsrecht der Fernsehsender verletzen. Bei kommerziellen Anbietern müsse daher sichergestellt sein, dass der Prozess vollautomatisiert erfolgt und jeder Kunde seine eigene Kopie aufzeichnet. Eine Klage von RTL gegen Anbieter von webbasierten Videorekordern wurde zur Einzelfallprüfung an die Berufungsgerichte zurückverwiesen. Save.TV erfüllt nach eigenen Angaben diese Forderungen. Am 12. Juli 2011 bestätigte das Oberlandesgericht Dresden, dass Save.TV mit seinen Filmaufzeichnungen im Auftrag der Kunden nicht gegen das Vervielfältigungsrecht verstößt.
Nach einer Klage der ProSiebenSat1 Media AG entschied das Landgericht München I am 9. August 2012, dass Save.TV künftig keine Sendungen der Mediengruppe mehr zur Aufzeichnung anbieten dürfe. Es würden die Rechte der Sender verletzt und der Service dürfe nicht ohne Lizenz des Senders betrieben werden, urteilte das Gericht (Az.: 7 O 26557/11) Dennoch bietet Save.TV die Programme der ProSiebenSat1 Media AG weiter zur Aufzeichnung an (Stand Januar 2013). Save.TV wies in einem Statement vom 13. August 2012 in seinem offiziellen Forum darauf hin, dass das Urteil noch nicht rechtskräftig sei und eine schriftliche Urteilsbegründung noch nicht vorläge. Zudem würde der Bundesgerichtshof in einem Verfahren, das zur Revision angenommen wurde, über die Frage der Weitersenderechte abschließend entscheiden.

## Sonstiges
Save.TV hat das offizielle Kunden-Forum Anfang April 2016 vom Netz genommen. Die Forumgemeinde hat seitdem ein eigenes Forum aufgebaut.
Am 7. Juli 2016 wurde auf Facebook das Paket save.tv Student angekündigt, darin wird das XL-Paket für die Dauer eines Semesters zum Preis von 4,99 € p.m. anstelle von 12,49 € p.m. angeboten.